# Dynaudio
Dynaudio est une marque danoise de haut-parleurs et d'enceintes acoustiques haut de gamme. L'entreprise est fondée en 1977 à Skanderborg au Danemark par Wilfried Ehrenholz, Gerhard Richter et Ejvind Skaaning (ex Scan-Speak).
À ses débuts, Dynaudio produit et commercialise uniquement des haut-parleurs. La production d'enceintes acoustiques n'est intervenue que plus tard. Aujourd'hui, Dynaudio s'est concentré sur une gamme complète d'enceintes aux lignes classiques et modernes, et a abandonné la distribution des haut-parleurs, hormis pour le aftermarket en automobile. 
La spécialité de Dynaudio est le tweeter à dôme tissu d'un diamètre de 28 mm, que Skaaning développa en son temps chez Scan-Speak mais qui ne verra le jour que chez Dynaudio.
À noter le fameux dôme Esotar D330 et ses nombreux dérivés, tous basés sur le D28 sorti en 1977.
Dynaudio a aussi rendu le polypropylène « audible » en inventant le MSP (magnesium silicate polypropylene), un matériau dont les structures sont remplies de talc et de mica, à la sonorité bien meilleure que le polypropylène simple.
Dynaudio est le fournisseur maison pour les systèmes haut-de-gamme pour les véhicules Volkswagen depuis 2002 (et avant cela pour Volvo entre 1994 et 2000), qui représente plus de 50 % de chiffre d’affaires de l’entreprise.
En 2009 Dynaudio fournit les haut-parleurs de la Bugatti Veyron baptisé système Puccini.

## Galerie

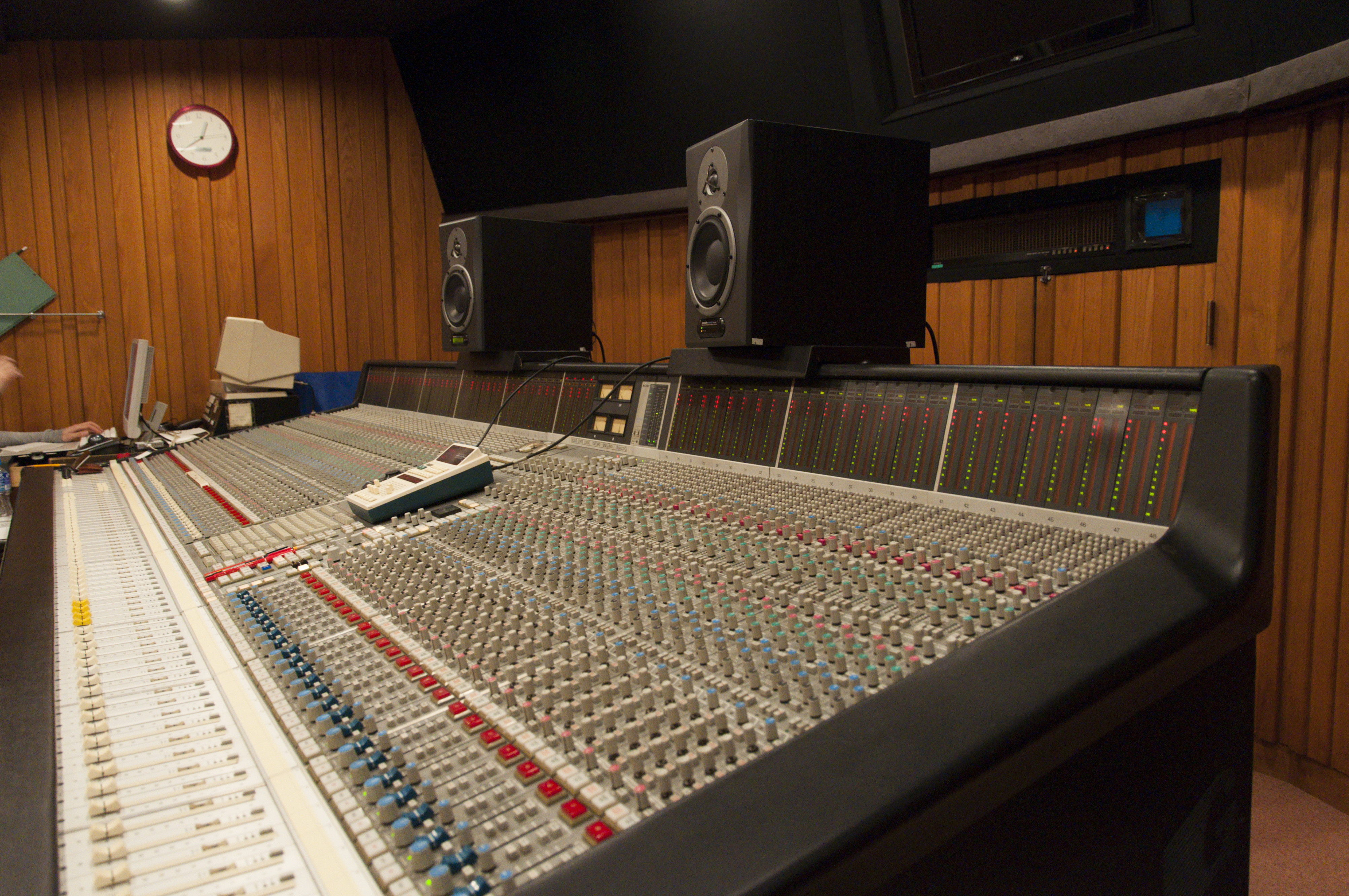
Dynaudio AIR6
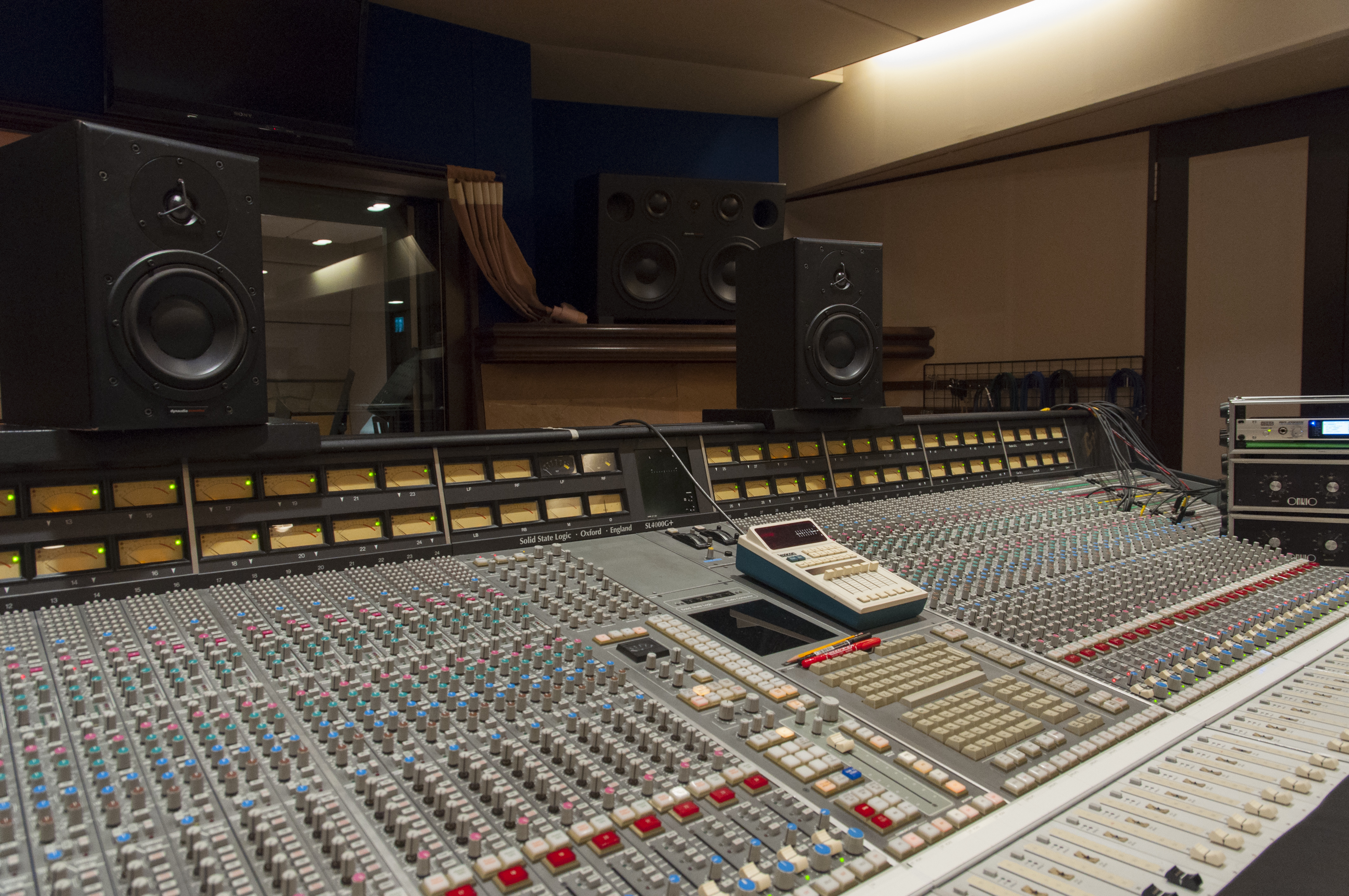
Dynaudio BM6
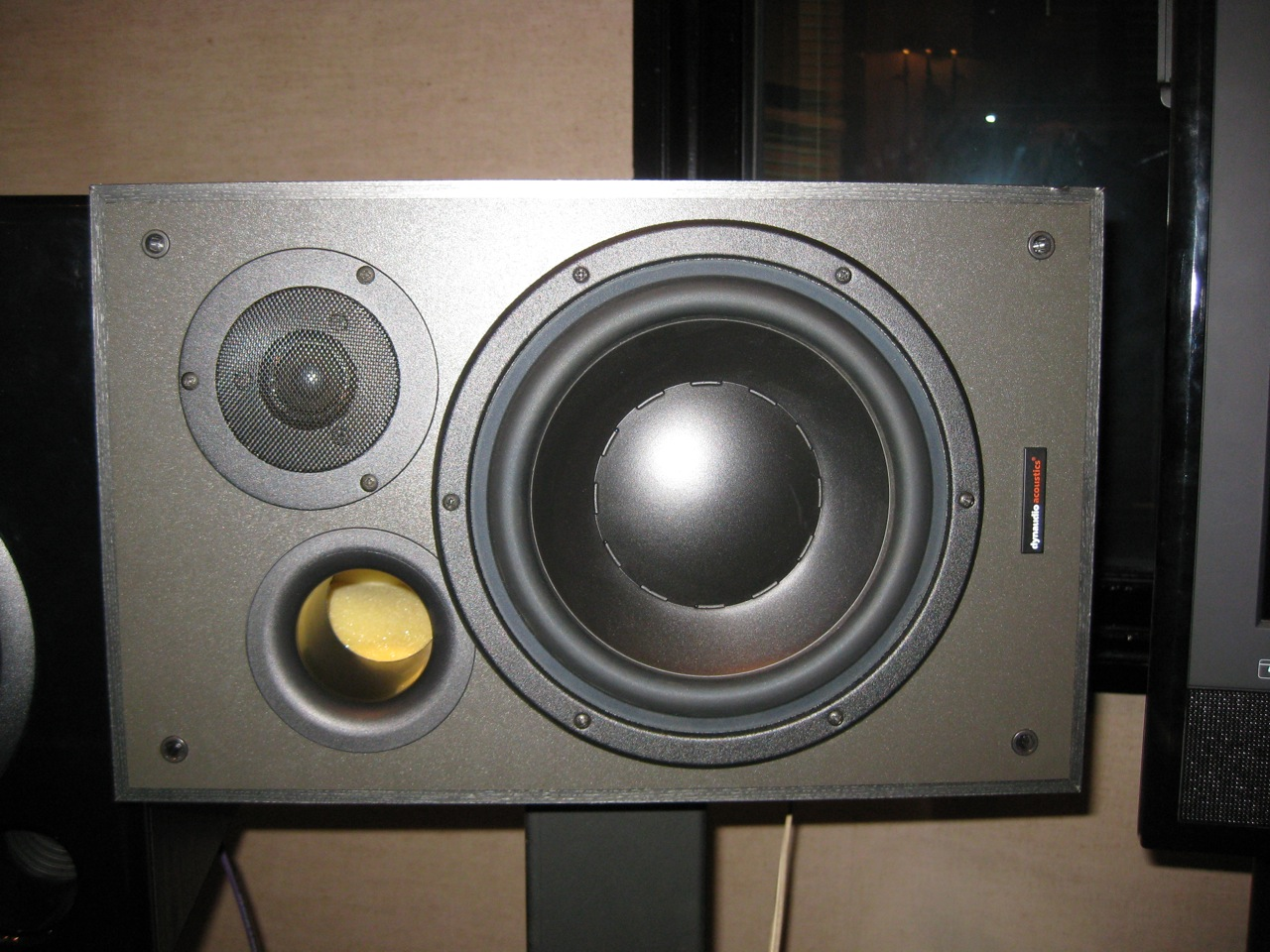
Dynaudio BM15P
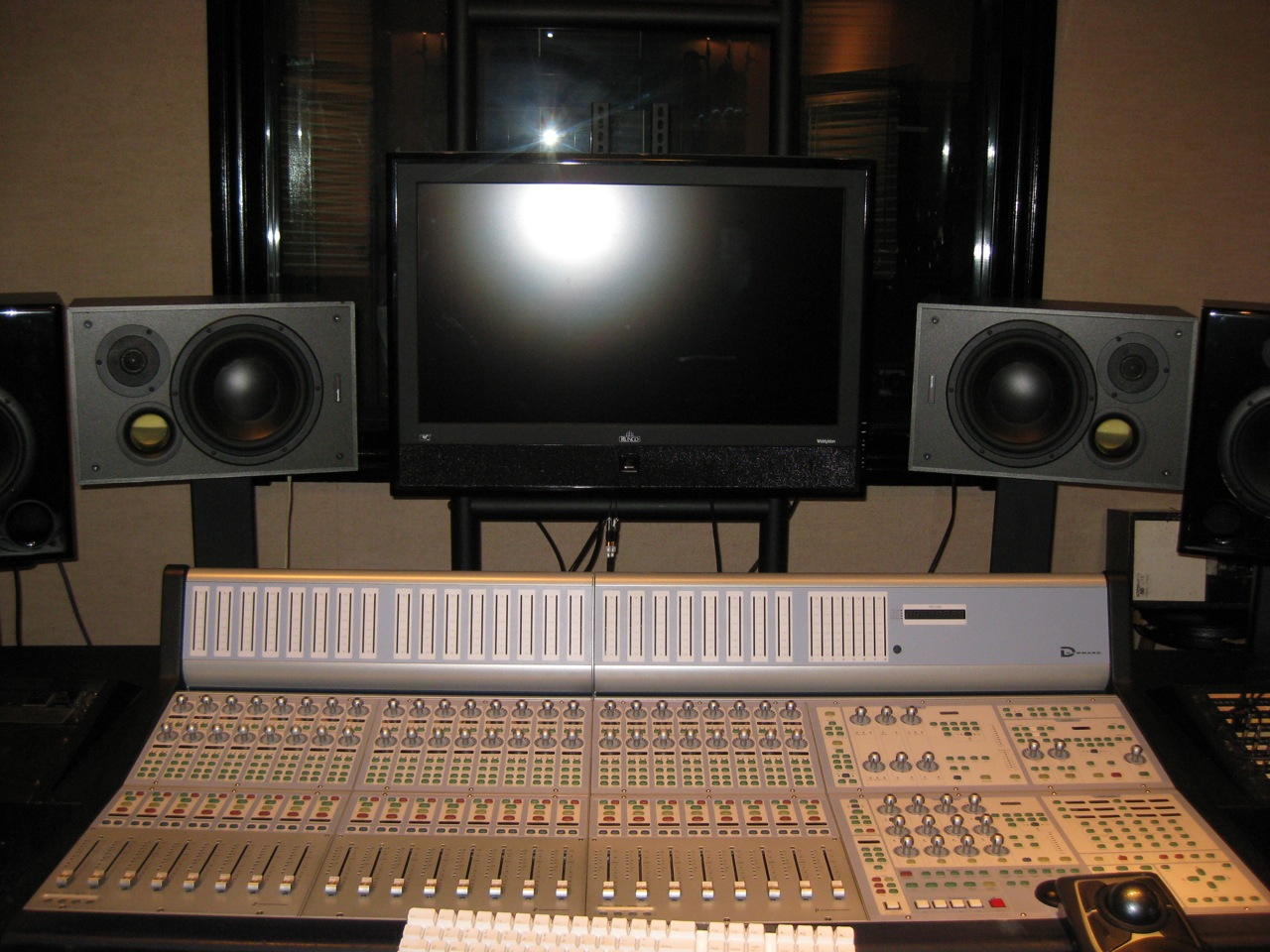
Dynaudio BM15P